# Lijst van oorlogsmonumenten in Borsele
De Nederlandse gemeente Borsele heeft 16 oorlogsmonumenten. Hieronder een overzicht.
| Nr.  | Object                                       | Herdachte groep                                                         | Ontwerper                      | Onthulling   | Type                    | Locatie                          | Plaats          | Coördinaten                   | Foto                  |
| ---- | -------------------------------------------- | ----------------------------------------------------------------------- | ------------------------------ | ------------ | ----------------------- | -------------------------------- | --------------- | ----------------------------- | --------------------- |
| 456  | Plaquette bij de voormalige brandweerkazerne | allen, verzet Nederland                                                 |                                |              | plaquette               |                                  | Heinkenszand    | 51° 28' 21" NB, 3° 48' 59" OL |                       |
| 526  | Nederlands grafmonument                      | burgerslachtoffers                                                      |                                |              | begraafplaats/graf      | Johan Frisostraat, 4434 AC       | Kwadendamme     | 51° 25' 59" NB, 3° 52' 32" OL |                       |
| 683  | Monument voor Jan Raas                       | burgerslachtoffers                                                      |                                |              | zuil                    |                                  | Lewedorp        | 51° 29' 38" NB, 3° 45' 11" OL |                       |
| 725  | Monument bij de N.H. kerk                    | algemeen                                                                |                                |              | zuil                    | 's-Gravenpoldersestraat, 4433 AG | Hoedekenskerke  | 51° 25' 54" NB, 3° 54' 30" OL |                       |
| 2080 | Monument op het Van der Biltplein            | algemeen, allen, burgerslachtoffers, burgers voormalig Nederlands-Indië | Sander Littel                  | 1 maart 1999 | plaquette               | Van der Biltplein 1, 4451 AE     | Heinkenszand    | 51° 28' 21" NB, 3° 49' 1" OL  |                       |
| 2183 | Bevrijdingsplaquette                         | algemeen                                                                |                                |              | beeld/sculptuur         | Hoofdstraat 29, 4441 AA          | Ovezande        | 51° 25' 43" NB, 3° 49' 20" OL |                       |
| 2190 | Monument voor Geallieerde Militairen         | geallieerde militairen                                                  |                                |              | gedenksteen             | Zeedijk                          | Baarland        | 51° 24' 13" NB, 3° 54' 14" OL |                       |
| 2220 | Oorlogsmonument                              | algemeen, burgerslachtoffers                                            | Philip ten Klooster, De Kuyper |              | zuil                    | Coudorp, 4455 AH                 | Nieuwdorp       | 51° 28' 0" NB, 3° 44' 41" OL  |                       |
| 2578 | Landingsmonument                             | geallieerde militairen                                                  |                                |              | gedenksteen + plaquette | Zeedijk                          | Baarland        | 51° 24' 51" NB, 3° 54' 40" OL | Landingsmonument      |
| 2635 | Bevrijdingsmonument                          | geallieerde militairen                                                  |                                |              | Kruis                   |                                  | Lewedorp        | 51° 29' 38" NB, 3° 45' 11" OL |                       |
| 2737 | Monument voor luitenant Robert Deprez        | geallieerde militairen                                                  |                                |              | plaquette               |                                  | 's-Gravenpolder | 51° 27' 28" NB, 3° 53' 57" OL |                       |
| 2758 | Plaquette voor Andries de Koning             | verzet Nederland                                                        |                                | 4 mei 1955   | plaquette               | Witte Dam, 4434 AN               | Kwadendamme     | 51° 26' 1" NB, 3° 52' 41" OL  |                       |
| 2771 | Brits oorlogsgraf (1)                        |                                                                         |                                |              | plaquette               |                                  | Driewegen       | 51° 25' 3" NB, 3° 48' 13" OL  | Brits oorlogsgraf (1) |
| 2772 | Brits oorlogsgraf (2)                        |                                                                         |                                |              | plaquette               |                                  | Driewegen       | 51° 25' 3" NB, 3° 48' 13" OL  | Brits oorlogsgraf (2) |
| 2788 | Landingsmonument                             | geallieerde militairen                                                  |                                |              | gedenksteen + plaquette | Zeedijk                          | Baarland        | 51° 23' 39" NB, 3° 53' 35" OL | Landingsmonument      |
| 2823 | Nederlands oorlogsgraf                       | burgerslachtoffers                                                      |                                |              | begraafplaats/graf      |                                  | 's-Gravenpolder | 51° 27' 28" NB, 3° 53' 57" OL |                       |
|      | Oorlogsmonument                              | burgerslachtoffers                                                      |                                |              | plaquette               | van Tilburghstraat 27            | Driewegen       | 51° 25' 3" NB, 3° 48' 13" OL  | Oorlogsmonument       |

Borsele ·
Goes ·
Hulst ·
Kapelle ·
Middelburg ·
Noord-Beveland ·
Reimerswaal ·
Schouwen-Duiveland ·
Sluis ·
Terneuzen ·
Tholen ·
Veere ·
Vlissingen